# Suka Mulya (Air Sugihan)
Suka Mulya is een bestuurslaag in het regentschap Ogan Komering Ilir van de provincie Zuid-Sumatra, Indonesië. Suka Mulya telt 1955 inwoners (volkstelling 2010).